# Johann Christoph Bach III
Johann Christoph Bach (ur. 16 czerwca 1671 w Erfurcie, zm. 22 lutego 1721 w Ohrdruf) – organista, najstarszy brat Johanna Sebastiana Bacha.

## Życiorys
Urodził się 16 czerwca 1671 roku w Erfurcie jako syn Johanna Ambrosiusa Bacha i Marii Elisabeth Lämmerhirt. Był uczniem Johanna Pachelbela. W 1688 roku został organistą kościoła św. Tomasza w Erfurcie. Od 1690 roku do końca życia był organistą w kościele św. Michała w Ohrdruf. W 1694 roku ożenił się z Dorotheą von Hof.
W 1695 roku objął opieką swoich osieroconych, nieletnich braci: Johanna Sebastiana i Johanna Jakoba. Uczęszczali do gimnazjum w Erfurcie, a Johann Christoph uczył ich muzyki.
Istnieje anegdota, według której Johann Sebastian prosił Johanna Christopha o zeszyt nutowy zawierający klawesynowe kompozycje Frobergera, Kerla, Pachelbela i innych. Christoph uznał te utwory za zbyt trudne dla młodszego brata, jednak Johann Sebastian, w tajemnicy wyciągnął zeszyt z okratowanej szafy i przepisywał go nocą, bez użycia świecy, przy świetle księżyca. Gdy Johann Christoph odkrył jego odpis, zabrał mu go.
Johann Sebastian dedykował mu utwór Capriccio E-dur in honorem Johann Christoph Bachii Ohrdrufiensis, BWV 993 (ok. 1704).